# Попов, Михаил Абрамович
Михаи́л Абра́мович (Авраа́мович) Попо́в (29 августа [9 сентября] 1753, Кунгур — 8 [20] сентября 1811, Пермь) — пермский купец 2-й гильдии, первый пермский городской голова.
Родился в Кунгуре 29 августа (9 сентября) 1753 года, в семье чердынского купца Авраама Ивановича Попова (1724—?) и его жены Парасковьи (Прасковьи) Ивановны, урождённой Верещагиной. У него была старшая сестра Домна (Доминика) и младший брат Пётр. В 1770 году Михаил Абрамович женился. Его супругу звали Мария Александровна, у них было два сына — Иван и Николай, и три дочери — Пелагея, Евлампия и Анна.
Предпринимательскую деятельность начал в Кунгуре, где числился купцом 2-й гильдии. Когда в 1781 году было учреждено Пермское наместничество, Михаил Абрамович прибыл в Пермь и был избран первым городским головой, получив в свою поддержку 29 избирательных и 5 неизбирательных голосов (его соперник Фёдор Ефимович Быков получил 14 избирательных и 20 неизбирательных голосов). Он занимал пост городского головы дважды: с 18 октября 1781 года по 18 октября 1784 года и с октября 1793 по 1796 год. В этот период, в 1783 году, в Перми было открыто народное училище — «Российская градская Пермская школа». Также, с 1782 года, он был приписан к купцам 2-й гильдии города Перми. Занимался извозом и поставкой строительных материалов по казённым подрядам. Владел домом на Торговой улице, где был размещён трактир, и ещё двумя зданиями совместно с братом.
Скончался 8 (20) сентября 1811 года и был похоронен на Егошихинском кладбище.